# Alexei Morschakin
Alexei Morschtschakin (russisch Алексей Морщакин, * 19. Dezember 1974 in Potschinok in der Oblast Smolensk) ist ein ehemaliger weißrussischer Biathlet.
Alexei Morschtschakin begann 1986 mit dem Biathlonsport im Rajon Roslawl bei seinem Jugendtrainer Wladimir Semjonowitsch Nefedow. Zur Zeit des politischen Umbruchs in der Sowjetunion wechselte er an die Schule der olympischen Reserve nach Witebsk. Er gewann in dieser Zeit einen Jugend- und einen Juniorenweltmeistertitel. Morschtschakin lebt in Minsk und war für Dinamo Minsk aktiv. Er ist verheiratet und Sportlehrer. Er gab sein internationales Debüt zu Beginn der Saison 1994/95 des Biathlon-Weltcups in Bad Gastein und wurde 63. des Einzels. Sein bestes Resultat erreichte er 1996 als 26. eines Einzels in Östersund. Damit verpasste er um einen Platz die Punkteränge. Mit der Mannschaft erreichte Morschtschakin 1997 in Ruhpolding an der Seite von Pjotr Iwaschka, Alexander Popow und Wadim Saschurin als Fünfter eine einstellige Platzierung, mit der Staffel verpasste er 1996 am Holmenkollen in Oslo wie auch 1999 in Oberhof als Viertplatzierter gar nur um einen Rang das Podium. Höhepunkt der Karriere wurden die Biathlon-Weltmeisterschaften 1997 in Osrblie, wo Morschtschakin 56. des Einzels wurde. Seinen größten Erfolg erreichte er bei den Biathlon-Europameisterschaften 1999 in Ischewsk. An der Seite von Aljaksandr Syman, Sjarhej Nowikau und Rustam Waliullin gewann er mit der Staffel Weißrusslands hinter den Vertretungen von Deutschland und Russland die Bronzemedaille. Morschtschakin wurde 1995 als Meister des Sports der internationalen Klasse ausgezeichnet. Er war als Ersatzläufer für die Olympischen Winterspiele 1998 in Nagano nominiert, kam jedoch nicht zum Einsatz.

## Platzierungen im Biathlon-Weltcup
Die Tabelle zeigt alle Platzierungen (je nach Austragungsjahr einschließlich Olympische Spiele und Weltmeisterschaften).
- 1.–3. Platz: Anzahl der Podiumsplatzierungen
- Top 10: Anzahl der Platzierungen unter den ersten zehn (einschließlich Podium)
- Punkteränge: Anzahl der Platzierungen innerhalb der Punkteränge (einschließlich Podium und Top 10)
- Starts: Anzahl gelaufener Rennen in der jeweiligen Disziplin

| Platzierung         | Einzel | Sprint | Verfolgung | Massenstart | Team | Staffel | Gesamt |
| ------------------- | ------ | ------ | ---------- | ----------- | ---- | ------- | ------ |
| 1. Platz            |        |        |            |             |      |         |        |
| 2. Platz            |        |        |            |             |      |         |        |
| 3. Platz            |        |        |            |             |      |         |        |
| Top 10              |        |        |            |             | 1    | 2       | 3      |
| Punkteränge         |        |        |            |             | 1    | 3       | 4      |
| Starts              | 16     | 23     | 7          |             | 1    | 3       | 50     |
| Stand: Karriereende |        |        |            |             |      |         |        |